# آی‌اف‌سی
آی‌اف‌سی (انگلیسی: IFC) شرکت رسانه‌ای آمریکایی است، که در سال ۱۹۹۴ تأسیس شد.